# Damias imitatrix
Damias imitatrix är en fjärilsart som beskrevs av Rothschild 1912. Damias imitatrix ingår i släktet Damias och familjen björnspinnare. Inga underarter finns listade i Catalogue of Life.